# St. Petri (Esperstedt)

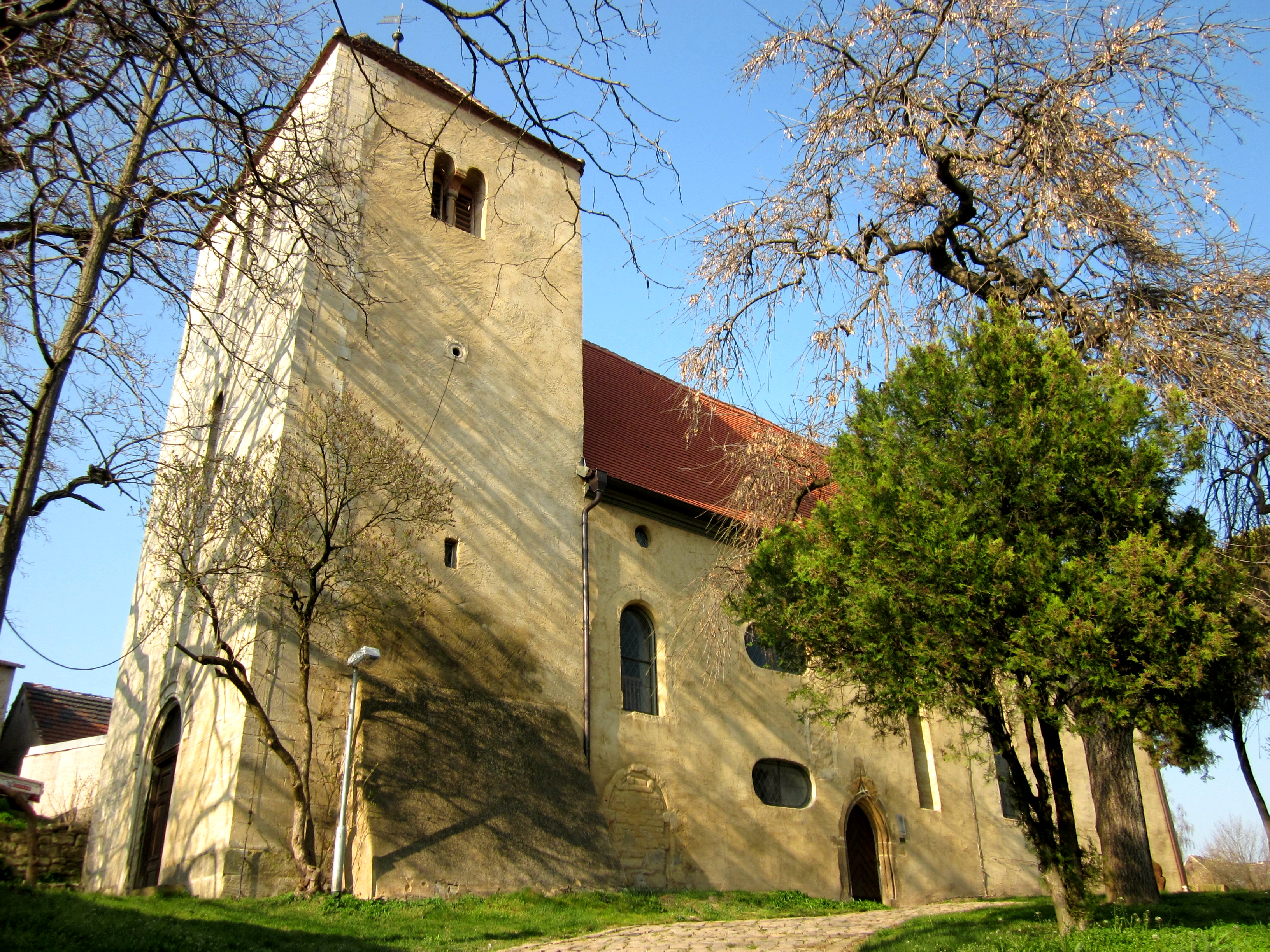
St. Petri in Esperstedt

St. Petri ist eine denkmalgeschützte evangelische Kirche im Ortsteil Esperstedt der Gemeinde Obhausen in Sachsen-Anhalt. Im örtlichen Denkmalverzeichnis ist sie unter der Erfassungsnummer 094 65520 als Baudenkmal verzeichnet.

## Geschichte
Patron des Sakralgebäudes, welches sich in der Mühlenstraße in Esperstedt befindet, ist Simon Petrus. Die Kirche ist um das Jahr 1400 als Pfarrkirche nachgewiesen. Der Kirchturm ist von der Romanik, das Stabwerksportal an der Südseite des Kirchenschiffes von der Gotik und die Fenster zum Teil vom Barock geprägt. 1612 wurde das Kirchenschiff nach Osten erweitert und mit einem dreiseitigen Chorabschluss versehen. Um 1650 wurde die Innenausstattung erneuert, ebenso 1818. Dort wurde vor allem der Altar mit klassizistischem Schnitzwerk versehen. Nachdem die Kirche ab den 1980er Jahren nicht mehr genutzt wurde und verfiel, wurde sie bis 2007 liebevoll wieder hergerichtet.

## Architektur und Ausstattung
Die Kirche ist ein einschiffiger Saalbau mit dreiseitigem Ostabschluss. Im Westen ist der Turm auf quadratischem Grundriss angefügt. Bemerkenswert ist das Stabwerkportal auf der Südseite des Kirchenschiffes. Das Mauerwerk ist verputzt. Die Schallöffnungen
des Turmes sind als rundbogige Biforien ausgeführt, auf der Südseite des Kirchenschiffes ist ein vermauertes romanisches Portal zu erkennen. Die Fenster sind großteils spitzbogig.
Das Innere wird von einer gefelderten Holzdecke überspannt. Im Chor ist eine schlichte Loge, daneben ein spitzbogiges Sakramentshäuschen eingebaut. Der Kanzelaltar zeigt bemalte Kanzelfelder am polygonalen Kanzelkorb sowie seitliche Rechteckfelder mit Figurinen eines ehemaligen gotischen Schnitzaltars. Die Predella ist mit biblischen Szenen und einer Darstellung des letzten Abendmahls versehen. Um 1820 wurde der Altar klassizistisch überformt und farblich neu gefasst. Die Empore war einst hufeisenförmig, wurde aber später gekürzt, sodass sie heute nur noch den Westen der Kirche durchmisst.

## Orgel
Die Orgel schuf die Merseburger Werkstatt Chwatal und Sohn. Das mechanische Schleifladen-Instrument besitzt 11 klingende Stimmen auf einem Manual und Pedal. 2015 wurde das Instrument umfassend saniert.

## Glocken
Erste Glocken der Kirche sind um 1300 bekannt. 1519 schuf der Hallesche Gießer ein neues Instrument mit dem Nominal g′, welches noch heute im Turm hängt. 1723 wurde eine weitere Glocke durch den Gießer Martin Heintze aus Leipzig geschaffen, wobei hier älteres Material verwendet wurde. 1917 wurde eine Glocke abgegeben, sodass die 1519 geschaffene Glocke heute die Einzige der Kirche ist. Sie wird heute elektrisch angetrieben und hängt an einem geraden Holzjoch.